# Julienne-Dorothée de Castell-Remlingen
Julienne-Dorothée de Castell-Remlingen (en allemand Juliana Dorothea fon Castell-Remlingen ; née le 30 novembre 1640 à Remlingen ; décédée le 5 mai 1706 à Ingelfingen, est grave de Castell-Remlingen et par mariage comtesse de Hohenlohe-Langenbourg.

## Ascendance
Elle est la fille du comte Wolfgang-Georges de Castell-Remlingen (de) (1610-1668) et de son épouse, la comtesse Sophie-Julienne de Hohenlohe-Waldenbourg-Pfedelbach (1620-1682), fille du comte Louis-Eberhard de Hohenlohe-Waldenbourg-Pfedelbach (bg) († 1650) et de Dorothée d'Erbach (bg) († 1643).
Julienne-Dorothée est décédée le 5 mai 1706 à l'âge de 66 ans à Ingelfingen et est enterrée à Langenbourg.

## Descendance
Julienne-Dorothée est fiancée le 3 avril 1658 à Pfedelbach et se marie le 5 juillet 1658 à Langenbourg avec le comte Henri-Frédéric de Hohenlohe-Langenbourg (1625-1699), veuf de la comtesse Éléonore-Madeleine de Hohenlohe-Wijkersheim (* 22 mars 1635 - † 14 novembre 1657), fils du comte Philippe-Ernest de Hohenlohe-Langenbourg (1584-1628) et de son épouse la comtesse Anne-Marie de Solms-Sonnewalde (1585-1634). Elle était sa deuxième épouse. Ils eurent 16 enfants,,,:
- Albert-Wolfgang (1659–1715), comte de Hohenlohe-Langenbourg, épouse en 1686 la comtesse Sophie-Amélie de Nassau-Sarrebruck (1666–1736)
- Christine-Julienne († 1661)
- Louis-Christian (1662–1663)
- Philippe-Frédéric (1664–1666)
- Sophie-Christiane-Dorothée († 1666)
- Louise-Charlotte (1667–1747), épouse en 1689 le comte Louis-Godefroi de Hohenlohe-Waldenbourg (bg) (1668–1728)
- Christian-Crato (de) (1668–1743), comte de Hohenlohe-Ingelfingen, épouse en 1701 la comtesse Marie-Catherine-Sophie de Hohenlohe-Waldenbourg (1701-1761)
- Éléonore-Julienne (1669–1750), épouse en 1690 le comte Jean-Ernest de Hohenlohe-Joringen (1670–1702)
- Marie-Madeleine (1670–1671)
- Frédéric-Eberhard (de) (1672–1737), comte de Hohenlohe-Kirchberg, épouse en premières noces en 1702 la comtesse Frédérique-Albertine Erbach-Fürstenau (1683-1709) ; puis en secondes noces en 1709 la princesse Augusta-Sophie de Wurtemberg (1691–1743)
- Jeanne-Sophie (1673–1743), épouse en 1691 (divorce en 1725), le comte Frédéric-Christian de Schaumbourg-Lippe (1655-1728)
- Christine-Marie (1675–1718), religieuse à Gandersheim
- Maurice-Louis (1676–1679)
- Augusta-Dorothée (1678–1740), épouse le comte Henri XI de Royce-Schleitz (bg) (1669-1726)
- Henriette-Philippine (1679–1751), épouse en 1699 le comte Louis-Crato de Nassau-Sarrebruck (1663–1713)
- Ernestine-Élisabeth (1680–1721)